# Rajd Dunaju 1970
Rajd Dunaju 1970 (7. Internationale Donau Elan – Elf Rallye) – 7. edycja rajdu samochodowego Rajd Dunaju rozgrywanego w Rumunii. Rozgrywany był od 29 do 31 lipca 1970 roku. Była to trzynasta runda Rajdowych Mistrzostw Europy w roku 1970 oraz trzecia rundą Rajdowego Pucharu Pokoju i Przyjaźni w roku 1970.

## Klasyfikacja rajdu
| Miejsce                      | Kierowca                     | Pilot                        | Samochód                     | Czas                         | Strata                       |                              |
| Klasyfikacja generalna i ERC | Klasyfikacja generalna i ERC | Klasyfikacja generalna i ERC | Klasyfikacja generalna i ERC | Klasyfikacja generalna i ERC | Klasyfikacja generalna i ERC | Klasyfikacja generalna i ERC |
| ---------------------------- | ---------------------------- | ---------------------------- | ---------------------------- | ---------------------------- | ---------------------------- | ---------------------------- |
| 1.                           | Günther Janger               | Walter Wessiak               | Porsche 911 S                | 1:26:25                      | 0.0                          |                              |
| 2.                           | Carl Christian Schindler     | Gustav Hruschka              | Porsche 914/6                | 1:29:43                      | +3:18                        |                              |
| 3.                           | Nigel Hollier                | Phil Short                   | Alpine-Renault A110 1600     | 1:32:53                      | +6:28                        |                              |
| 4.                           | Leopold Bosch                | Gerald Malat                 | Volkswagen 1500              | 1:36:33                      | +10:08                       |                              |
| 5.                           | Gernot Fischer               | Klaus Rader                  | Volkswagen 1500              | 1:37:08                      | +10:43                       |                              |
| 6.                           | Walter Lux                   | Hans Siebert                 | Volkswagen 1500              | 1:38:08                      | +11:43                       |                              |
| 7.                           | Walter Pöltinger             | Johan-Hans Hartinger         | Porsche 914/6                | 1:39:06                      | +12:41                       |                              |
| 8.                           | Titus Maier-Kaibic           | Werner Pucher                | Ford Escort Twin Cam         | 1:39:53                      | +13:28                       |                              |
| 9.                           | Achim Warmbold               | Günther Klapproth            | Opel Kadett Rallye           | 1:42:45                      | +16:20                       |                              |
| 10.                          | Attila Ferjáncz              | Jenő Zsembery                | Renault 8 Gordini            | 1:43:40                      | +17:15                       |                              |
| Klasyfikacja CoPaF           |                              |                              |                              |                              |                              |                              |
| 1.                           | ?                            |                              |                              | 0                            | -                            |                              |